# Judô nos Jogos Pan-Americanos de 2019
As competições de judô nos Jogos Pan-Americanos de 2019 foram realizadas entre 8 e 11 de agosto no  Polideportivo 1, em Lima. Um total de catorze eventos foram disputados, sendo sete categorias para homens e sete para mulheres, de acordo com o peso.

## Calendário
| Julho / Agosto | 24 | 25 | 26 | 27 | 28 | 29 | 30 | 31 | 1 | 2 | 3 | 4 | 5 | 6 | 7 | 8 | 9 | 10 | 11 |
| -------------- | -- | -- | -- | -- | -- | -- | -- | -- | - | - | - | - | - | - | - | - | - | -- | -- |
| Judô           |    |    |    |    |    |    |    |    |   |   |   |   |   |   |   | 3 | 3 | 4  | 4  |

|  | Dia de competição |  | Dia de final |

## Medalhistas
Masculino
| Evento                  | Ouro                                  | Prata                                       | Bronze                                |
| ----------------------- | ------------------------------------- | ------------------------------------------- | ------------------------------------- |
| Até 60 kg detalhes      | Renan Torres BRA Brasil               | Lenin Preciado ECU Equador                  | Roberto Almenares CUB Cuba            |
| Até 60 kg detalhes      | Renan Torres BRA Brasil               | Lenin Preciado ECU Equador                  | Adonis Diaz USA Estados Unidos        |
| Até 66 kg detalhes      | Wander Mated DOM República Dominicana | Daniel Cargnin BRA Brasil                   | Osniel Solís CUB Cuba                 |
| Até 66 kg detalhes      | Wander Mated DOM República Dominicana | Daniel Cargnin BRA Brasil                   | Ricardo Valderrama VEN Venezuela      |
| Até 73 kg detalhes      | Magdiel Estrada CUB Cuba              | Alonso Wong PER Peru                        | Jeferson Santos BRA Brasil            |
| Até 73 kg detalhes      | Magdiel Estrada CUB Cuba              | Alonso Wong PER Peru                        | Nicholas Delpopolo USA Estados Unidos |
| Até 81 kg detalhes      | Eduardo Yudy Santos BRA Brasil        | Medickson Del Orbe DOM República Dominicana | Adrian Gandia PUR Porto Rico          |
| Até 81 kg detalhes      | Eduardo Yudy Santos BRA Brasil        | Medickson Del Orbe DOM República Dominicana | Jorge Martinez CUB Cuba               |
| Até 90 kg detalhes      | Ivan Felipe Silva CUB Cuba            | Francisco Balanta COL Colômbia              | Mohab El Nahas CAN Canadá             |
| Até 90 kg detalhes      | Ivan Felipe Silva CUB Cuba            | Francisco Balanta COL Colômbia              | Yuta Galarreta PER Peru               |
| Até 100 kg detalhes     | Thomas Briceño CHI Chile              | L. A. Smith USA Estados Unidos              | Lewis Medina DOM República Dominicana |
| Até 100 kg detalhes     | Thomas Briceño CHI Chile              | L. A. Smith USA Estados Unidos              | Junior Angulo ECU Equador             |
| Mais de 100 kg detalhes | Andy Granda CUB Cuba                  | Pedro Pineda VEN Venezuela                  | Freddy Figueroa ECU Equador           |
| Mais de 100 kg detalhes | Andy Granda CUB Cuba                  | Pedro Pineda VEN Venezuela                  | David Moura BRA Brasil                |

Feminino
| Evento                 | Ouro                                       | Prata                            | Bronze                           |
| ---------------------- | ------------------------------------------ | -------------------------------- | -------------------------------- |
| Até 48 kg detalhes     | Estefania Soriano DOM República Dominicana | Vanesa Godinez CUB Cuba          | Mary Dee Vargas CHI Chile        |
| Até 48 kg detalhes     | Estefania Soriano DOM República Dominicana | Vanesa Godinez CUB Cuba          | Edna Carrillo MEX México         |
| Até 52 kg detalhes     | Larissa Pimenta BRA Brasil                 | Luz Olvera MEX México            | Kristine Jimenez PAN Panamá      |
| Até 52 kg detalhes     | Larissa Pimenta BRA Brasil                 | Luz Olvera MEX México            | Nahomys Acosta CUB Cuba          |
| Até 57 kg detalhes [a] | Ana Rosa DOM República Dominicana          | Yadinys Amaris COL Colômbia      | Anailys Dorvigny CUB Cuba        |
| Até 57 kg detalhes [a] | Ana Rosa DOM República Dominicana          | Yadinys Amaris COL Colômbia      | Miryam Roper PAN Panamá          |
| Até 63 kg detalhes     | Maylin Del Toro CUB Cuba                   | Anriquelis Barrios VEN Venezuela | Alexia Castilhos BRA Brasil      |
| Até 63 kg detalhes     | Maylin Del Toro CUB Cuba                   | Anriquelis Barrios VEN Venezuela | Hannah Martin USA Estados Unidos |
| Até 70 kg detalhes     | Elvismar Rodriguez VEN Venezuela           | Yuri Alvear COL Colômbia         | Onix Cortes CUB Cuba             |
| Até 70 kg detalhes     | Elvismar Rodriguez VEN Venezuela           | Yuri Alvear COL Colômbia         | Maria Perez PUR Porto Rico       |
| Até 78 kg detalhes     | Mayra Aguiar BRA Brasil                    | Kaliema Antomarchi CUB Cuba      | Diana Brenes CRC Costa Rica      |
| Até 78 kg detalhes     | Mayra Aguiar BRA Brasil                    | Kaliema Antomarchi CUB Cuba      | Vanessa Chalá ECU Equador        |
| Mais de 78 kg detalhes | Idalys Ortiz CUB Cuba                      | Melissa Mojica PUR Porto Rico    | Beatriz Souza BRA Brasil         |
| Mais de 78 kg detalhes | Idalys Ortiz CUB Cuba                      | Melissa Mojica PUR Porto Rico    | Yuliana Bolivar PER Peru         |

- 57 kg  Rafaela Silva do Brasil, perdeu a medalha de ouro por violação de doping. [3]

## Classificação
Um total de 140 judocas se classificaram para competir nos jogos. Os nove melhores atletas (um por nacionalidade), em cada categoria, após quatro torneios classificatórios obtiveram a vaga. O pais anfitrião Peru já obteve as vagas em todas as categorias (14 no total). Cada nação pode inscrever no máximo de 14 atletas (sete homens e sete mulheres). 

## Quadro de medalhas
| Ordem | País                     | Medalha de ouro | Medalha de prata | Medalha de bronze |    |
| ----- | ------------------------ | --------------- | ---------------- | ----------------- | -- |
| 1     | CUB Cuba                 | 5               | 2                | 5                 | 12 |
| 2     | BRA Brasil               | 4               | 1                | 4                 | 9  |
| 3     | DOM República Dominicana | 3               | 1                | 1                 | 5  |
| 4     | VEN Venezuela            | 1               | 2                | 1                 | 4  |
| 5     | CHI Chile                | 1               |                  | 1                 | 2  |
| 6     | COL Colômbia             |                 | 3                |                   | 3  |
| 7     | ECU Equador              |                 | 1                | 3                 | 4  |
|       | USA Estados Unidos       |                 | 1                | 3                 | 4  |
| 9     | PER Peru                 |                 | 1                | 2                 | 3  |
|       | PUR Porto Rico           |                 | 1                | 2                 | 3  |
| 11    | MEX México               |                 | 1                | 1                 | 2  |
| 12    | PAN Panamá               |                 |                  | 2                 | 2  |
| 13    | CAN Canadá               |                 |                  | 1                 | 1  |
|       | CRC Costa Rica           |                 |                  | 1                 | 1  |
| TOTAL | TOTAL                    | 14              | 14               | 27                | 55 |